# Bergrheinfeld
Bergrheinfeld è un comune tedesco di 5 015 abitanti, situato nel land della Baviera.